# Östergötlands runinskrifter 109
Runinskrift Ög 109 är en runsten i Kärna socken och Linköpings kommun i Östergötland. Den står vid Lagerlunda herresäte sydväst om Malmslätt, dit den flyttades 1859, efter att tidigare ha stått i Frössle i samma socken. Uppmålad 2001.
Stenen är av gnejs och runorna är ristade i en slinga som omsluter ett kristet kors. Inskriften lyder i översättning:

## Inskriften
Translitterering av runraden:
· smiþr · risþi · stin · eftir · onut · sun · sin ·
Normalisering till runsvenska:
Smiðr ræisþi stæin æftiʀ Anund, sun sinn.
Översättning till nusvenska:
Smed reste stenen efter Anund, sin son.